# Urania (revistă)
Urania este o revistă științifico-fantastică italiană publicată de Arnoldo Mondadori Editore din 10 octombrie 1952. În prezent editorul revistei este Giuseppe Lippi.

## Istorie
În primul număr a fost tradus și publicat romanul lui Arthur C. Clarke, The Sands of Mars (ca Le sabbie di Marte). Numele original al seriei a fost I Romanzi di Urania. În primul număr a apărut (în foileton) prima parte (din 12) a romanului Time and Again de Clifford D. Simak, tradus de  Oltre l'invisibile.
Revista a făcut cunoscut cititorilor italieni scriitori ca Isaac Asimov, A. E. van Vogt, Robert A. Heinlein, J. G. Ballard, Philip K. Dick și mulți alții. Primul editor a fost Giorgio Monicelli (fratele regizorului de film Mario Monicelli): Monicelli este  creditat cu inventarea cuvântului italian fantascienza, cu sensul de science-fiction. Din 1964 până în 1985 romanele și povestirile au fost selectate de scriitorii italieni Carlo Fruttero și Franco Lucentini, care au și publicat povestiri în revistă sub diverse pseudonime. Au fost urmați de Gianni Montanari, care a lucrat la revistă până în 1990.
Alte serii ale revistei: Millemondi, Urania Argento, Urania Blu, Urania Biblioteca, Classici Urania, Urania Fantasy, Urania Collezione și Epix.

## Lista revistelor
Aceasta este o listă a revistelor apărute după romanul principal publicat în fiecare număr. 

### "I romanzi di Urania" (Numerele de la 1 la 152)
Caracterizate de coloana albă de sus, aceste numere poartă titlul „Romanele Urania” -- "I romanzi di Urania".
1. Le sabbie di Marte (The Sands of Mars) de Arthur C. Clarke
2. Il clandestino dell'astronave (Marooned on Mars) de Lester del Rey
3. L'orrenda invasione (The Day of the Triffids) de John Wyndham
4. Il figlio della notte (Darker Than You Think) de Jack Williamson
5. Il terrore della sesta luna (The Puppet Masters). Robert Heinlein
6. La legione dello spazio (The Legion of Space) de Jack Williamson
7. Schiavi degli invisibili (Sinister Barrier) de Eric Frank Russell
8. Il segreto degli Slan (Slan) de A. E. van Vogt
9. Il triangolo quadrilatero (Four-Sided Triangle) de William F. Temple
10. Anno 2650 (The World of Null-A) de A. E. van Vogt
11. Cristalli sognanti (The Dreaming Jewels) de Theodore Sturgeon
12. Le armi di Isher (The Weapon Shops of Isher) de A. E. van Vogt
13. Gorilla sapiens (Genus Homo) de L. Sprague de Camp și P. Schuyler Miller
14. Guerra nella galassia (The Star Kings) de Edmond Hamilton
15. Oltre l'orizzonte (Beyond This Horizon) de Robert Heinlein
16. Il pianeta maledetto (Dreadful Sanctuary) de Eric Frank Russell
17. Hedrock l'immortale (The Weapon Makers) de A. E. van Vogt
18. Anni senza fine (City) de Clifford D. Simak
19. Preludio allo spazio (Prelude to Space) de Arthur C. Clarke
20. Paria dei cieli (Pebble in the Sky) de Isaac Asimov
21. Terrore sul mondo (Hantise sur le monde) de Jimmy Guieu
22. Minaccia occulta (Star of Ill-o-men) de Dennis Wheatley
23. Agonia della terra de Edmond Hamilton
24. La casa senza tempo de A. E. van Vogt
25. Assurdo universo de Fredric Brown
26. La legge dei Vardda de Leigh Brackett
27. Crociera nell'infinito de A. E. van Vogt
28. Sconfitta dei semidei de Gordon Bennet
29. Gli uomini della cometa de Jack Williamson
30. Martirio lunare de John W. Campbell
31. L'Atlantide svelata de Emilio Walesko
32. L'enigma del Basilisco de Jack Williamson
33. La morte azzurra de Norvell V. Page
34. I ribelli dei cinquanta soli de A. E. van Vogt
35. Il risveglio dell'abisso de John Wyndham
36. Il falco degli spazi de Anthony Gilmore
37. L'uomo che non poteva morire de L. Ron Hubbard
38. Il popolo verde de Festus Pragnell
39. L'occhio gigante de Max Ehrlich
40. Avventura nell'iperspazio de John W. Campbell
41. C'era una volta un pianeta de L.R. Johannis
42. L'atomo infinito de John W. Campbell
43. Attentato cosmico de J.G. Vandel
44. Universo in fiamme de Vargo Statten
45. Signori del tempo de Wilson Tucker
46. Sfere di fuoco de Eric Van Lhin
47. Mondi invisibili de James Blish
48. Perfetta invasione de J.T. McIntosh
49. Avventura su Marte de John Wyndham
50. Morbo orrendo de Jerry Sohl
51. Le sentinelle del cielo de Eric Frank Russell
52. Bivi nel tempo de Murray Leinster
53. I vandali dello spazio de Jack Vance
54. Isole cosmiche de Arthur C. Clarke
55. I figli del diluvio de Jimmy Guieu
56. Le onde del Sahara de John Wyndham
57. L'Ordine e le stelle de Cyril Judd
58. Arca 2000 de Gabriel Guignard
59. Stella doppia 61 Cygni de Hal Clement
60. Il cervello mostro de Curt Siodmak
61. La rivolta dei nani. J.G. Vandel
62. Nascita del superuomo de Theodore Sturgeon
63. Galassia maledetta de Francis Carsac
64. L'era del dinosauro de Richard Marften
65. Pionieri dell'infinito de Jerry Sohl
66. Tele-Homo sapiens de Wilson Tucker
67. Razzi verso il nulla de Philip St. John
68. Vampiri della morte de Jerry Sohl
69. L'oro viene dal cielo de Vargo Statten
70. Il mistero di Saturno de Donald A. Wollheim
71. Il futuro che uccide de Sam Merwin jr.
72. L'era della follia de Cyril M. Kornbluth
73. L'astro lebbroso de Franco Enna
74. Resurrezione de Jerry Sohl
75. Operazione centauro de Lee Correy
76. Le amazzoni de Sam Merwin jr.
77. I giorni dell'atomo de Naim Teldy
78. Decimo pianeta de C.H. Badet
79. Tentazione cosmica de M. Sorez Roger
80. S.O.S. Dischi volanti de R.M. Wallisfurth
81. L'astronave fantasma de Philip Latham
82. Trappola nel tempo de Rog Phillips
83. Nettunio 237 de Fletcher Pratt
84. Il pianeta nero de David Duncan
85. Il mostro immortale de Jessie Douglas Kerruish
86. La rivolta dei Titani de Alan E. Nourse
87. I figli di Mu de John W. Campbell
88. Il pianeta dimenticato de Murray Leinster
89. Le quattro ore di Satana de L. Ron Hubbard
90. La città perduta de Poul Anderson
91. L'occhio invisibile de Robert Crane
92. La nascita degli dei de Charles Henneberg
93. Follia planetaria de Roger Dee
94. Gli umanoidi de Jack Williamson
95. Figli dell'abisso de Bryce Walton
96. Il cittadino dello spazio de Raymond F. Jones
97. Il ritorno dall'infinito de James Blish
98. I pianeti della libertà de J.T. McIntosh
99. L'altra dimensione de Murray Leinster
100. Il titano dei cieli de Yves Dermeze
101. La porta sui mondi de Rog Phillips
102. Quota incerta de Jean Lec
103. Le stelle ci amano de Pierre Versins
104. Esilio su Andromeda de Y.F.J. Long
105. La trama fra le nubi de L. Ron Hubbard
106. La città degli abissi de Frederik Pohl și Jack Williamson
107. Quelli della stella polare de Jimmy Guieu
108. Quoziente 1000 de Poul Anderson
109. La morte bianca de J. Boland
110. Quando ero "aborigeno" de L.R. Johannis
111. Un pianeta e tre stelle de Stanton A. Coblentz
112. La forza invisibile de Vargo Statten
113. La legge del caos de Robert Moore Williams
114. Deserto dei mostri de Eric North
115. Caduta libera de Albert și Jean Crémieux
116. Incursione su Delta de Jean Gaston Vandel
117. Nell'inferno di neve de Richard Holden
118. Gli invasati de Jack Finney
119. La fine dell'eternità de Isaac Asimov
120. I giganti di pietra de Donald Wandrei
121. L'uomo, questa malattia de Claude Yelnick
122. La città proibita de Leigh Brackett
123. Le orribili salamandre de Charles Carr
124. Il sepolcro sulla Luna de Alec Brown
125. L'albero della vita de David Duncan
126. Il maestro di Saturno de Vargo Statten
127. Il pianeta dei Mog de J.G. Vandel
128. Risonanza cosmica de N.H. Laurentix
129. I Robinson del cosmo de Francis Carsac
130. Marea gialla de Francis Didelot
131. La spada di Rhiannon de Leight Brackett
132. Il "quarto giorno" de Jean David
133. Il pianeta dell'esilio de Jerry Sohl
134. Orrore su Manhattan de Judith Merril
135. Il grande passaggio de Yves Dermèze
136. Viaggio nel 3000 de Lee Van Dovski
137. Il clandestino dello spazio de Charles Eric Maine
138. L'uomo che veniva dal futuro de Wilson Tucker
139. Lo spazio proibito de Yves Dermèze
140. Gli uomini del passato de Jean Gaston Vandel
141. Anniversario fatale de Ward Moore
142. Attenzione, dischi volanti! de B.R. Bruss
143. Non sarà per agosto de Cyril M. Kornbluth
144. Marte all'attacco de B.R. Bruss
145. Ombre sulla Luna de Arthur C. Clarke
146. Il millennio dimenticato de Teldy Naïm
147. Ritorno al domani de L. Ron Hubbard
148. Il pianeta proibito de W.J. Stuart
149. I trasfigurati de John Wyndham
150. Il varco di Satana de F. Dubrez Fawceit
151. Fuochi d'artificio de Pierre Versins
152. Crisi 2000 de Charles Eric Maine

#### Numerele de la 153 la 172
Păstrează coloana albă, dar revista este redenumită simplu "Urania".
153. L'universo fantasma de Adrien Sobra
154. Il 27º giorno de John Mantley
155. Tradotto dal marziano de Francis Didelot
156. Diluvio di fuoco de René Barjavel
157. I pionieri di Marte de E.C. Tubb
158. La città e le stelle de Arthur C. Clarke
159. Nemica occulta de Mark Starr
160. La lunga morte de E.C. Tubb
161. Il sole nudo de Isaac Asimov
162. I figli della nuvola de Audie Barr
163. Il mondo senza sonno de Jacques Sternberg
164. A 30 milioni di chilometri dalla Terra de Henry Slesar
165. La città senza ritorno de E.C. Tubb
166. L'ultimo rifugio de Jimmy Guieu
167. Destinazione Luna de Lester del Rey
168. Prigioniero del silenzio de Rex Gordon
169. I soli verdi de Henry Ward
170. Il vagabondo dello spazio de Fredric Brown
171. Nelle viscere della Luna de Donald A. Wollheim
172. Asteroide 588 Achille de Jean-Gaston Vandel

### Numerele de la 173 la 272
Coloană roșie.
173. Il dominatore delle stelle de Mark Starr
174. Galassia in fiamme de Lan Wright
175. Addio alla Terra de Andre Norton
176. Rotta: Alpha Centauri de Richard Bessière
177. L'odissea di Glystra de Jack Vance
178. Gli astri morti de Jean-Gaston Vandel
179. Le spirali del tempo de Chad Oliver
180. La crociera della "Meteora" de Richard Bessière
181. Gli uomini ombra de A. E. van Vogt
182. Costante solare de Murray Leinster
183. I Nomadi dell'Infinito de Poul Anderson
184. Cortina magnetica de B.R. Bruss
185. Lo spazio è la mia patria de Lee Correy
186. Gli schiavi di Rox de Audie Barr
187. Il mistero degli asteroidi de Jerry Sohl
188. Assalto al cielo de Richard Bessière
189. Il seme tra le stelle de James Blish
190. Gli eredi della Luna de Vargo Statten
191. Il cervello trappola de A. E. van Vogt
192. Organizzazione Everest de Esther Scott
193. Il disco di fiamma de Philip K. Dick
194. smg. "RAM" 2000 de Frank Herbert
195. L'agenzia dell'invisibile de Jean Gaston Vandel
196. Stazione spaziale 539 de Kenneth Bulmer
197. La porta sull'estate de Robert Heinlein
198. Missile senza tempo de David Duncan
199. Luna chiama Terra... de Charles Eric Maine
200. I figli dell'invasione de John Wyndham
201. L'occhio nel cielo de Philip K. Dick
202. I paria dell'atomo de M.A. Rayjean
203. Il vampiro del mare de Charles Eric Maine
204. La razza senza fine de Gordon Dickson
205. La Grande Luce de Robert Randall
206. Io sono Helen Driscoll de Richard Matheson
207. Il ritorno della «Meteora» de Richard Bessière
208. Ulix il solitario de Samy Fayad
209. Sulle soglie dell'infinito de Robert Moore Williams
210. Il tempo si è fermato de Jerry Sohl
211. Il Grande Kirn de B.R. Bruss
212. La morte viene col vento de John Blackburn
213. Il pianeta dei fuorilegge de Ivar Jorgenson
214. Gli schiavi degli abissi de Kenneth Bulmer
215. Incendio solare de George O. Smith
216. Ultimatum da Marte de Lucien Prioly
217. L'uomo che vedeva gli atomi de Murray Leinster
218. Il Signore dei Transalpha de Henry Ward
219. Implosione stellare de J.E. Wells
220. Iperbole infinita de Julian Berry
221. Livello 7 de Mordecai Roshwald
222. La giungla sotto il mare de Frederik Pohl și Jack Williamson
223. L'uomo isotopo de Charles Eric Maine
224. Plutone si difende de Richard Bessière
225. Progetto «Mach 1» de Allen Adler
226. Guerra al grande nulla de James Blish
227. Uomini e androidi de Edmund Cooper
228. ... e la Terra finì de Charles Garreau
229. I superstiti di Ragnarok de Tom Godwin
230. La seconda Terra de R.L. Bowers
231. A.I - Era spaziale de Charles Henneberg
232. Quelli di Kaluiki de Charles Eric Maine
233. L'impossibile ritorno de J.B. Dexter
234. Equazione Tempo de Edmund Cooper
235. Le amazzoni de Poul Anderson
236. La stella della vita de Edmond Hamilton
237. Il 32 luglio de Kurt Steiner
238. Tutto bene a "Carson Planet" de A. E. van Vogt
239. Satellite di lusso de Curt Siodmak
240. I vampiri di Bellatrix de Charles Henneberg
241. Decimo millennio de Paul Capon
242. I canali di Marte de Lionel Fanthorpe
243. Anno 2391 de B.R. Bruss
244. Orrendo futuro de Louis Charbonneau
245. Le centrali di Krontal de Albert C. Woodrod
246. Dipartimento scienze spaziali de Adam Lukens
247. L'altra faccia di mister Kiel de J. Hunter Holly
248. Il pastore delle stelle de Kurt Steiner
249. Rischio calcolato de Charles Eric Maine
250. Le sfere di Rapa-Nui de Jimmy Guieu
251. I figli della follia de Jerry Sohl
252. Un pianeta impossibile de Frank Crisp
253. La statua immortale de Maurice Limat
254. L'ultima esplosione de John E. Muller
255. I proteiformi de Poul Anderson
256. Il ribelle dell'astronave de Wayne Coover
257. Cronache d'un mondo perduto de B.R. Bruss
258. Gli orrori di Omega de Robert Sheckley
259. Primi sulla Luna! de W.H. Fear
260. Scalo fra le stelle de Albert Higon
261. La collina di Hawotack de Samy Fayad
262. I figli di Matusalemme de Robert Heinlein
263. La montagna degli orrori de John Creasey
264. Nel cuore del mondo de Karol Bor
265. Il sogno del Tecnarca de Robert Silverberg
266. I giorni dei mostri de John E. Muller
267. Gli occhi pieni di stelle de Chris Renard
268. I cristalli maledetti de Louis Charbonneau
269. Gli eredi del potere de John E. Muller
270. L'ultima stazione (romanzo) de Wilson Tucker
271. Il segno del cane de Jean Hougron
272. Gli infiniti ritorni de Marren Bagels

### Numerele de la 273 la 280
Identic cu cele anterioare, formatul este redus la ceea ce va fi dimensiunea fixă până la n. 1285.
273. Le due facce del tempo de Robert Silverberg
274. La guerra delle macchine de Lieutenant Kijé
275. L'uomo che possedeva il mondo de Charles Eric Maine
276. Fanteria dello spazio de Robert Heinlein
277. Tre millimetri al giorno de Richard Matheson
278. I guardiani del mare de Arthur C. Clarke
279. Loro, i terrestri de Poul Anderson
280. La città sostituita de Philip K. Dick

### Numerele de la 281 la 335 (1962-1964)
Este schimbată coperta: „Urania” este scrisă într-un romb în partea stângă sus și imaginea copertei este înscrisă într-un pătrat.
281. Polvere di Luna de Arthur C. Clarke
282. H su Los Angeles de Robert Moore Williams
283. Pianeta difficile de Algis Budrys
284. Questo è un Gizmo de Murray Leinster
285. Mai toccato da mani umane de Robert Sheckley
286. Il lichene cinese de John Wyndham
287. Strisciava sulla sabbia de Hal Clement
288. Il vento dal nulla de J.G. Ballard
289. L'asteroide abbandonato de Murray Leinster
290. Fossa d'isolamento de H.L. Lawrence
291. Le navi di Pavlov de Frederik Pohl
292. Hanno distrutto la Terra de Poul Anderson
293. Il lastrico dell'inferno de Damon Knight
294. L'incubo sul fondo de Murray Leinster
295. Metà Luna - Metà Marte de Judith Merril și Richard Matheson
296. Gli strani suicidi di Bartlesville de Fredric Brown
297. I mercanti dello spazio de Frederik Pohl și Cyril M. Kornbluth
298. Il piccolo popolo de H. Beam Piper
299. Galassia che vai de Eric Frank Russell
300. Il grande contagio de Charles Eric Maine
301. La chiave dello spazio de Murray Leinster
302. L'atomo azzurro de Robert Moore Williams
303. Terrore su Londra de John Creasey
304. I Racconti del tempo (antologia) de John Wyndham
305. Frugate il cielo de Frederik Pohl și Cyril M. Kornbluth
306. Il pianeta dei superstiti de Damon Knight
307. L'ultima astronave de Murray Leinster
307 bis. Il risveglio dell'abisso de John Wyndham
308. La lunga ombra della fine de Jack Danvers
309. Vita con gli automi de James White
310. Colui che sussurrava nel buio de H.P. Lovecraft
311. Deserto d'acqua de J.G. Ballard
312. L'uomo disintegrato de Alfred Bester
312 bis. Crociera nell'infinito de A. E. van Vogt
313. I testimoni di Joenes de Robert Sheckley
314. Avventure sui pianeti (antologia) de AA.VV.
315. Camminavano come noi de Clifford D. Simak
316. L'abitatore de Kenneth Gatz
317. Delitto alla base spaziale de Charles Eric Maine
317 bis. Cronache della Galassia de Isaac Asimov
318. Operazione antimostro de Darrel T. Langart
319. Il diluvio de John Creasey
320. Vulcano 3 de Philip K. Dick
321. Otto racconti de Arthur C. Clarke și J.G. Ballard
321 bis. Cristalli sognanti de Theodore Sturgeon
322. Messaggio per Plutone de David Grinnel
323. Una famiglia marziana de Robert Heinlein
323 bis. B.C. de Johnny Hart
324. Il tempo e le stelle de John Brunner și Chad Oliver
325. Sbarco nel cratere de Murray Leinster
325 bis. Schiavi degli invisibili de Eric Frank Russell
326. La missione del tenente Truant de Gordon K. Dickson
327. Psychon de Daniel F. Galouye
328. Il pianeta degli schiavi de L.M. Janifer
329. Evasione nel caos de Jane Roberts
329 bis. Il crollo della Galassia centrale de Isaac Asimov
330. Atterraggio proibito de John Brunner
331. Gli incappucciati d'ombra de Edmund Hamilton
332. Il nemico di nebbia de Karls Zeigfried
333. L'uomo che correva de J. Hunter Holly
333 bis. Anni senza fine de Clifford D. Simak
334. Dimensioni vietate (antologia) de Cyril M. Kornbluth și L. Sprague de Camp
335. Tutti i colori del buio de Lloyd Biggle

### Numerele de la 336 la 457
Similar cu cele anterioare, însă, imaginea este înscrisă într-un cerc.
336. I traditori de A. E. van Vogt
337. Il segno dei due mondi de Keith Laumer
338. L'altra faccia della spirale de Isaac Asimov
339. La terra degli Uffts de Murray Leinster
340. Arena de Brian W. Aldiss
341. Senza traccia de Charles Eric Maine
342. Il figlio della notte de Jack Williamson
343. Contatto con l'inumano de AA.VV.
344. L'ultima trappola, e altri racconti de AA.VV.
345. Il ritorno dell'Explorer de Poul Anderson
346. Tele-Homo sapiens de Wilson Tucker
347. Spaceman de Murray Leinster
348. Com'era lassù, e altri racconti de AA.VV.
349. Il caso della ragazza mascherata de Frank Belknap Long
350. Il segreto degli Slan de A. E. van Vogt
351. La casa dalle finestre nere de Clifford D. Simak
352. I polimorfi, e altri racconti de AA.VV.
353. Le scogliere dello spazio de Frederik Pohl și Jack Williamson
354. Il pianeta dimenticato de Murray Leinster
355. Partenza da zero de James White
356. Il guardiano, e altri racconti de AA.VV.
357. L'uomo che cadde sulla Terra de Walter Tevis
358. Gorilla sapiens de L. Sprague de Camp și P. Schuyler Miller
359. Contatto col nemico de AA.VV.
360. I fantasmi della radura, e altri racconti de AA.VV.
361. Gli dèi odiano il Kansas de Joseph Millard
362. Anno 2650 de A. E. van Vogt
363. Fantastrenna de AA.VV.
364. Incidente a Leonta City de AA.VV.
365. Dieci anni all'ora X de Chester Anderson și Michael Kurland
366. I figli di Mu de John W. Campbell
367. All'insegna del Cervo Bianco de Arthur C. Clarke
368. K.94 chiama Terra de AA.VV.
369. Gli uomini di Vroob de Russ Winterbotham
370. Avventura nell'iperspazio de John W. Campbell
371. Essi ci guardano dalle torri de J.G. Ballard
372. L'ultima Ferrari, e altri racconti de AA.VV.
373. Le porte dell'oceano de Arthur C. Clarke
374. L'atomo infinito de John W. Campbell
375. Lot de Ward Moore
376. Richiamo all'ordine, e altri racconti de AA.VV.
377. Le mille e una morte de J.T. McIntosh
378. Universo de Robert Heinlein
379. I fuorilegge della natura de AA.VV.
380. Il recupero, e altri racconti de AA.VV.
381. La spedizione della V flotta de Edmond Hamilton
382. Pionieri dell'infinito de Jerry Sohl
383. Caverna nel tempo de Rex Gordon
384. Morte per fuoco, e altri racconti de AA.VV.
385. Le case di Iszm de Jack Vance
386. Agonia della Terra de Edmond Hamilton
387. L'orlo della voragine de J.T. McIntosh
388. Il sesto palazzo, e altri racconti de AA.VV.
389. Il pianeta del tesoro de Murray Leinster
390. Resurrezione de Jerry Sohl
391. L'infiltrazione-I mostri de Poul Anderson
392. Marstation e altri racconti de AA.VV.
393. La macchina dei delitti de E.F. Russel
394. Ritorno al domani de L. Ron Hubbard
395. Partenza domenica, e altri racconti de Daniel F. Galonye
396. I nemici di Gree, e altri racconti de AA.VV.
397. Servizio di pattuglia de Rick Raphael
398. Gli invasati de Jack Finney
399. Passaporto per l'eternità de J.G. Ballard
400. Ricerche Alfa de A. E. van Vogt și James H. Schmitz
401. Il giorno che invasero New York de Irwin Lewis
402. Le sabbie di Marte de Arthur C. Clarke
403. Il fantasma dello spazio de Frederik Pohl și Jack Williamson
404. Paradiso sospetto, e altri racconti de AA.VV.
405. Il collezionista de Eric Frank Russell
406. Il pianeta proibito de W.J. Stuart
407. Rapina da virus de Kenneth Bulmer
408. Lo stagno di Matlin, e altri racconti de AA.VV.
409. Cronache del dopobomba de Philip K. Dick
410. I giganti di pietra de Donald Wandrei
411. Supernormale de J. Hunter Holly
412. I dannati di Gree, e altri racconti de AA.VV.
413. L'opera dello spazio de Jack Vance
414. Oltre l'invisibile de Clifford D. Simak
415. Mondo di donne & Il sostituto de Charles Eric Maine și B. W. Ronald
416. Le rovine di Marte, e altri racconti de AA.VV.
417. Terra bruciata de J.G. Ballard
418. I tre della stella nera de Murray Leinster
419. Strage nel Cretaceo, e altri racconti de AA.VV.
420. La casa senza tempo de A. E. van Vogt
421. Vortice di relitti de James White
422. Stanotte il cielo cadrà de Daniel F. Galouye
423. L'uomo venuto troppo presto, e altri racconti de AA.VV.
424. Hedrock l'immortale de A. E. van Vogt
425. L'orrore di Gow Island de Murray Leinster
426. Rotostrada n. 20, e altri racconti de AA.VV.
427. Quando le macchine si fermeranno de Christopher Anvil
428. I ribelli dei 50 soli de A. E. van Vogt
429. La cosmonave dei ventiquattro de Gordon R. Dickson
430. Il vecchio dei serpenti, e altri racconti de AA.VV.
431. L'ultima speranza della Terra de Lan Wright
432. Le armi di Isher de A. E. van Vogt
433. Il segno della doppia ascia de Margaret St. Clair
434. 3 per la vecchia Luna de AA.VV.
435. Il vagabondo dello spazio de Fredric Brown
436. Dalle fogne di Chicago de Theodore L. Thomas și Kate Wilhelm
437. Wade Harper, investigatore de Eric Frank Russell
438. Il futuro alla gola de AA.VV.
439. Superuomo illegittimo de Walter F. Moudy
440. Pianeti da vendere de A. E. van Vogt
441. Sua altezza spaziale, e altri racconti de AA.VV.
442. Paria dei cieli de Isaac Asimov
443. Agente 064: operazione demoni de Keith Laumer
444. Terrestri alla prova de AA.VV.
445. La Luna è una severa maestra (I) de Robert Heinlein
446. La Luna è una severa maestra (II) de Robert Heinlein
447. Per il rotto della mente de AA.VV.
448. I trasfigurati de John Wyndham
449. Gomorra e dintorni de Thomas M. Disch
450. C'è sempre una guerra de AA.VV.
451. Ed egli maledisse lo scandalo de Mack Reynolds
452. Il libro del servizio segreto de Isaac Asimov
453. Il 27º giorno de John Mantley
454. Enigma 1973 de Mark Phillips
455. Storie di fantamore de AA.VV.
456. La città e le stelle de Arthur C. Clarke
457. B.E.S.T.I.A. de Charles Eric Maine

### Numerele de la 458 la 600
Forma „clasică” și cea mai cunoscută a Uraniei: fundal alb, „Urania” scris cu negru în partea stângă sus și imaginea în cerc. Va dura până la nr. 1284
458. Psicospettro de L. P. Davies
459. Follia planetaria de Roger Dee
460. Il bambino nel forno de AA.VV.
461. Pericolo da Vega de John Rackham
462. Storie del bene e del male de AA.VV.
463. Una ruga sulla Terra de John Cristopher
464. Le correnti dello spazio de Isaac Asimov
465. PSI-40 la droga per tutti de Louis Charbonneau
466. Sette chiavi per l'ignoto de AA.VV.
467. Le guide del tramonto de Arthur C. Clarke
468. Il tunnel de Murray Leinster
469. Metà A - Metà B (antologia) de Isaac Asimov și Alfred Bester
470. Le sentinelle del cielo de Eric Frank Russell
471. Il segreto delle amazzoni de Mack Reynolds
472. Le strade dell'invasione de AA.VV.
473. Nuove strade dell'invasione de AA.VV.
474. Guerra al grande nulla de James Blish
475. Colossus de D. F. Jones
476. Morte dell'erba de John Cristopher
477. Fantalmanacco de Mack Reynolds și Keith Laumer
478. Le gabbie dell'infinito de Kenneth Bulmer
479. L'ora dei grandi vermi de Philip K. Dick și Ray Nelson
480. La legge del Caos de Robert Moore Williams
481. Il lupo dei cieli de Edmond Hamilton
482. Il primo libro delle metamorfosi de AA.VV.
483. Quellen, guarda il passato! de Robert Silverberg
484. Genoa-Texcoco: zero a zero de Mack Reynolds
485. Il tiranno dei mondi de Isaac Asimov
486. Killer sull'asteroide de Louis Charbonneau
487. Gli scultori di nuvole (antologia) de J.G. Ballard
488. Le spirali del tempo de Chad Oliver
489. Super-H sull'America de Jeff Sutton
490. La sposa n. 91 (antologia) de AA.VV.
491. L'uomo dei giochi a premio de Philip K. Dick
492. La pista dell'orrore de Roger Zelazny
493. La prova del nove de AA.VV.
494. La porta sull'estate de Robert Heinlein
495. L'ospite del senatore Horton de Clifford D. Simak
496. Il secondo libro delle metamorfosi de AA.VV.
497. I figli dell'invasione de John Wyndham
498. La città-labirinto de Robert Silverberg
499. Le vie della frontiera de A. Bertram Chandler
500. Ma che pianeta mi hai fatto? (antologia) de Robert Sheckley
501. Io sono Helen Driscoll de Richard Matheson
502. I mercenari de Alan E. Nourse
503. La leva de Archimede de L. P. Davies
504. Livello 7 de Mordecai Roshwald
505. Strade senza uscita de AA.VV.
506. Lo straniero de L. P. Davies
507. Il sole nudo de Isaac Asimov
508. Il terzo libro delle metamorfosi de AA.VV.
509. Jumbo-10 il rinnegato de Dean R. Koontz
510. L'uomo che vedeva gli atomi de Murray Leinster
511. Luna Luna di miele (antologia) de Fredric Brown
512. La scacchiera de John Brunner
513. Il vampiro del mare de Charles Eric Maine
514. La sentinella (antologia) de Arthur C. Clarke
515. I nomadi dell'infinito de Poul Anderson
516. In una piccola città de Frank Belknap Long
517. Metà R, Metà S (antologia) de Kit Reed și Robert Silverberg
518. L'astronave del massacro de James White
519. Il cervello trappola de A. E. van Vogt
520. Margherite per Dorothy de AA.VV.
521. Gli uomini nei muri de William Tenn
522. Ombre sulla Luna de Arthur C. Clarke
523. La terza mano - Treno cosmico de Larry Niven și Raymond F. Jones
524. Uomini, marziani e macchine de Eric Frank Russell
525. L'occhio del cielo de Philip K. Dick
526. Chi vuole distruggere l'America? de Mack Reynolds
527. Nuove vie della frontiera de A. Bertram Chandler
528. Gli uomini ombra de A. E. van Vogt
529. Mondo senza stelle de Poul Anderson
530. Il difficile ritorno del signor Carmody de Robert Sheckley
531. Il disco di fiamma de Philip K. Dick
532. Un passo avanti e due indietro de AA.VV.
533. Messaggio da Cassiopea de Chloe Zerwick și Harrison Brown
534. Vedremo domani de AA.VV.
535. Il seme tra le stelle de James Blish
536. Chocky de John Wyndham
537. I nostri dissimili de AA.VV.
538. La città degli Aztechi de Harry Harrison
539. Tutto bene a Carson Planet de A. E. van Vogt
540. Il cielo era pieno di navi de Richard C. Meredith
541. Imboscata alla città de Mack Reynolds
542. Sparate a vista su John Androki de Jeff Sutton
543. Cratere e caverna de Clifford D. Simak și Poul Anderson
544. I mercanti dello spazio de Frederik Pohl și Cyril M. Kornbluth
545. L'uomo liquido de C.B. Gilford
546. Le fantastorie del brigadiere (antologia) de Sterling E. Lanier
547. La morte viene col vento de John Blackburn
548. L'incubo dei Syn de Raymond F. Jones
549. Il Generale abbatte un angelo de Howard Fast
550. Uomini e androidi de Edmund Cooper
551. La fabbrica dei flagelli de AA.VV.
552. Paradosso cosmico de Charles L. Harness
553. I proteiformi de Poul Anderson
554. Secolo XXIII de Jeff Sutton
555. Giochi di società de AA.VV.
556. L'altra faccia di mister Kiel de J. Hunter Holly
557. Orrore alla miniera (novellizzazione) de Robert Moore Williams
558. Duellomacchina de Ben Bova
559. L'immaginazione al potere de Clifford D. Simak
560. L'uomo isotopo de Charles Eric Maine
561. La casa della vita e della morte (antologia) de AA.VV.
562. Naufragio sul pianeta Tschai de Jack Vance
563. Le amazzoni de Poul Anderson
564. Abominazione Atlantica de John Brunner
565. Le insidie di Tschai de Jack Vance
566. Quelli di Kaluiki de Charles Eric Maine
567. I tesori di Tschai de Jack Vance
568. Antologia personale n. 1 de Isaac Asimov
569. Antologia personale n. 2 de Isaac Asimov
570. Antologia personale n. 3 de Isaac Asimov
571. Fuga da Tschai de Jack Vance
572. La fine dell'eternità de Isaac Asimov
573. Alpha Tauri: missione n. 92 de Jeff Sutton
574. Oltre Capella de John Rackham
575. Le due facce del tempo de Robert Silverberg
576. Il ponte di quattro giorni de G.H. Smith
577. Grazie di tutto de John Brunner
578. Abissi d'acciaio de Isaac Asimov
579. La valle condannata de L. P. Davies
580. Cronomoto de Bob Shaw
581. Gli orrori di Omega de Robert Sheckley
582. L'angelico lombrico (antologia) de Fredric Brown
583. Direttiva primaria de Harris Moore
584. I figli di Matusalemme de Robert Heinlein
585. Pianeta di disciplina de John Racham
586. Non cremate il presidente (antologia) de Theodore Sturgeon
587. Rischio calcolato de Charles Eric Maine
588. Il gradino di Venere de David Grinnel
589. Antologia scolastica n. 1 de AA.VV.
590. Loro i terrestri de Poul Anderson
591. Antologia scolastica n. 2 de AA.VV.
592. L'ultima morte di Robert Colston de Douglas Warner
593. Antologia scolastica n. 3 de AA.VV.
594. H su Los Angeles de Robert Moore Williams
595. Il drago di bronzo de Marion Zimmer Bradley
596. Uomo al piano zero de Bob Shaw
597. Trist lo straniero de Michael Elder
598. Pianeta difficile de Algis Budrys
599. Le rive di un altro mare de Chad Oliver
600. Strisciava sulla sabbia de Hal Clement

### Numerele de la 601 la 765
601. I condannati di Messina de Ben Bova
602. Quando due mondi si incontrano de Robert M. Williams și Jack Vance
603. Fossa d'isolamento de H.L. Lawrence
604. Giardiniere di uomini de Robert Sheckley
605. Dai bassifondi di Klittmann City de B.J. Bayley
606. Le navi di Pavlov de Frederik Pohl
607. Mille e una Terra de David Mason
608. Neanche gli dei de Isaac Asimov
609. L'anomalia de Jerry Sohl
610. Hanno distrutto la Terra de Poul Anderson
611. Cybernia de Lou Cameron
612. Dove sparivano le navi de A. Bertram Chandler
613. Galassia che vai de Eric Frank Russell
614. Altri giorni altri occhi de Bob Shaw
615. Signori del tempo de Wilson Tucker
616. Mnemoblocco di stato de Jeff Sutton
617. Sam Space, spazio-investigatore de William F. Nolan
618. Il lichene cinese de John Wyndham
619. Appuntamento su un mondo perduto de A. Bertram Chandler
620. Ladri di tempo de Dean R. Koontz
621. Il vento dal nulla de J.G. Ballard
622. L'occhio del Purgatorio de Jacques Spitz
623. Buone notizie dal Vaticano de AA.VV.
624. Frugate il cielo de Frederik Pohl și Cyril M. Kornbluth
625. Asimov Story n. 1. de Isaac Asimov
626. Asimov Story n. 2 de Isaac Asimov
627. La notte del furore de Philip Friedman
628. L'atomo azzurro de Robert Moore Williams
629. Asimov Story n. 3 de Isaac Asimov
630. Asimov Story n. 4 de Isaac Asimov
631. Le stelle nelle mani de Harry Harrison
632. Il grande contagio de Charles Eric Maine
633. Megalopolis 2073 de Michael Elder
634. Incontro con Rama de Arthur C. Clarke
635. Oltre l'orizzonte de Robert Heinlein
636. La ragione dei granchi de Michael Elder
637. I coloni di Morrow de A. Bertram Chandler
638. L'asteroide abbandonato de Murray Leinster
639. Dentelungo ed altri estranei (antologia) de Edgar Pangborn
640. La corsa del manichino de E.C. Tubb
641. Il pianeta dei superstiti de Damon Knight
642. Reliquia dell'impero de Larry Niven
643. Lebbra antiplastica de Kit Pedler și Gerry Davis
644. Terrore su Londra de John Creasey
645. Naufragio trasparente de James White
646. Le città che ci aspettano de Roger Elwood
647. Lo spaziale de Gordon R. Dickson
648. Deserto d'acqua de J.G. Ballard
649. La mano (antologia) de Howard Fast
650. L'effetto dinosauro de Kit Pedler și Gerry Davis
651. Vita con gli automi de James White
652. La macchina televettrice de Edward D. Hoch
653. Invasori e invasati de Lester del Rey
654. L'abitatore de Kenneth F. Gantz
655. Chi è intelligente? de Joseph Green
656. Fuga dal futuro de Clifford D. Simak
657. Delitto alla base spaziale de Charles Eric Maine
658. Creature note e ignote de AA.VV.
659. Il diluvio de John Creasey
660. Cosa nostra che sei nei cieli de Edward Wellen
661. Primo agente galattico de John T. Phillifent
662. La missione del tenente Truant de Gordon R. Dickson
663. Alpha Aleph de Frederik Pohl
664. La piaga Efesto de Thomas Page
665. L'uomo che possedeva il mondo de Charles Eric Maine
666. Golpe cibernetico de Edward D. Hoch
667. L'osservatorio de James Sutherland
668. Operazione antimostro de Darrel T. Longart
669. Invasori silenziosi de Robert Silverberg
670. Prove di maturità de Roger Elwood
671. Gli incappucciati d'ombra de Edmund Hamilton
672. Sabba spaziale de J.T. McIntosh
673. Minaccia dagli Hukk de Keith Laumer
674. L'uomo che correva de J. Hunter Holly
675. I guerrieri nel ghiaccio de Wilson Tucker
676. Pistolero fuori tempo de AA.VV.
677. Quoziente 1000 de Poul Anderson
678. I Danzatori di Noyo de Margaret St. Clair
679. Vacanza a satellite City de Mack Reynolds
680. L'odissea di Glystra de Jack Vance
681. Naufragio de Charles Logan
682. Andrew il disturbatore de Neal Barret, jr.
683. Evasione nel caos de Jane Roberts
684. Dynostar de Kit Pedler și Gerry Davis
685. Pellegrinaggio vietato de Clifford D. Simak
686. Tutti i colori del buio de Lloyd Biggle
687. L'uomo stocastico de Robert Silverberg
688. Terra imperiale de Arthur C. Clarke
689. Opzioni de Robert Sheckley
690. Terra incognita de AA.VV.
691. Il segno dei due mondi de Keith Laumer
692. Oltre l'orbita di Giove de Keith Laumer
693. Venere sulla conchiglia de Kilgore Trout
694. L'uomo che cadde sulla Terra (romanzo originale + sceneggiatura del film) de Walter Tevis
695. I Greks portano doni de Murray Leinster
696. Effetto valanga de Mack Reynolds
697. Testi e note n. 1 de Isaac Asimov
698. Ed egli maledisse lo scandalo de Mack Reynolds
699. Testi e note n. 2 de Isaac Asimov
700. L'arma dei Walbrook de Ron Goulart
701. Il tenente de L. Ron Hubbard
702. Nebbia de James Herbert
703. Questo è un Gizmo de Murray Leinster
704. I topi meccanici (antologia) de Eric Frank Russell
705. Il campo degli UFO de Zach Hughes
706. Atterraggio proibito de John Brunner
707. Condominium de J.G. Ballard
708. Dalle fogne di Chicago de Theodore L. Thomas și Kate Wilhelm
709. La torre sull'orlo del tempo de Lin Carter
710. Dietro il muro de Fred Saberhagen
711. I superstiti di Ragnarok de Tom Godwin
712. Boston 2010 - XXI Supercoppa de Gary K. Wolf
713. Uomini, macchine e guai (antologia) de Ron Goulart
714. Il presidente moltiplicato de Ben Bova
715. Psicospettro de L. P. Davies
716. AT-1 non risponde de D. F. Jones
717. La civiltà del vento (antologia) de J.G. Ballard
718. Un agente dall'aldilà de George O'Toole
719. Mondi senza fine de Clifford D. Simak
720. L'astronave dei ventimila de Ben Bova
721. La città e il deserto de Alan Barclay
722. La stella della vita de Edmond Hamilton
723. Arca seconda de Roger Dixon
724. Il superstite de James Herbert
725. Delitto al fantacongresso de Gene DeWeese și Robert Coulson
726. Colossus de D. F. Jones
727. Astroincendio doloso de Harry Harrison și Gordon R. Dickson
728. L'inferno nelle paludi de Perry A. Chapdelaine
729. Quarto Reich, e altri racconti de AA.VV.
730. Gli uomini nei muri de William Tenn
731. Viaggio a un sole dimenticato de Donald J. Pfeil
732. Molto dopo mezzanotte (antologia) de Ray Bradbury
733. Spedizione verso il Niente de Dean R. Koontz
734. Stella doppia 61 Cygni de Hal Clement
735. Sogno dentro sogno de John Hill
736. Antologia del Bicentenario n. 1 de Isaac Asimov
737. Gli uomini di Vroob de Russ Winterbotham
738. Antologia del Bicentenario n. 2 de Isaac Asimov
739. Lo scheletro impossibile de James P. Hogan
740. Quando i Neutri emergono dalla Terra / Cronomoto (speciale 25º anniversario) de Bob Shaw
741. Il morbo di San Francisco de Zach Hughes
742. La pietra sincronica de Jonathan Fast
743. L'uomo che veniva dal futuro de Wilson Tucker
744. I vampiri dello spazio de Colin Wilson
745. Il dilemma di Benedetto XVI de AA.VV.
746. I mondi di Eklos de Rex Gordon
747. Messaggio per Plutone de David Grinnel
748. Micronauti in giardino di Gordon Williams
749. La spedizione degli Angeli de Steve Wilson
750. La signora degli scarafaggi de Thomas M. Disch
751. Il verde millennio de Fritz Leiber
752. La stanza vuota de Thomas M. Disch
753. Watergate 2021 de Ron Goulart
754. Ciò che uscì dal lago Michigan de Roger Lovin
755. Al servizio del TB II de Joe Haldeman
756. Partenza da zero de James White
757. Il matrimonio alchimistico de Alistair Crompton de Robert Sheckley
758. Il punto nero de AA.VV.
759. Il pianeta del giudizio ([[Star Trek]]) de Joe Haldeman
760. Il pianeta degli schiavi de Laurence M. Janifer
761. La grande clessidra de Ron Goulart
762. Mastodonia de Clifford D. Simak
763. Pianeti da vendere de A. E. van Vogt
764. Il gigante annegato (antologia) de J.G. Ballard
765. Chi c'era prima di noi de James P. Hogan

### Numerele de la 766 la 895
Aspectul grafic este neschimbat, apare săptămânal
766. Cosmo selvaggio de Bob Shaw
767. Nemo de Ron Goulart
768. Il robot che sembrava me de Robert Sheckley
769. La galassia brucia de Colin Kapp
770. Vortice di relitti de James White
771. La carovana de Stephen Goldin
772. Quando i Technol ci chiameranno de W.J. Burley
773. La Stazione della Stella Morta de Jack Williamson
774. Tre millimetri al giorno de Richard Matheson
775. Compratemi tutta de Jack Williamson
776. THX 1138 de Ben Bova
777. Il giorno del cosmo de Barry N. Malzberg
778. Il ponte di quattro giorni de George Henry Smith
779. La zona del disastro (antologia) de J.G. Ballard
780. L'Imperatore degli Ultimi Giorni de Ron Goulart
781. La doppia faccia degli UFO de Ian Watson
782. L'orrore di Gow Island de Murray Leinster
783. Antigravitazione per tutti de Bob Shaw
784. Tra gli orrori del 2000 de Chelsea Quinn Yarbro
785. Fuga nei monde Accanto de Philip E. High
786. Città nel cielo de Curt Siodmak
787. Quarto: uccidi il padre e la madre de Gary K. Wolf
788. Terra bruciata de J.G. Ballard
789. Il giorno della nuvola de Theodore L. Thomas și Kate Wilhelm
790. Intrigo interstellare de F. Paul Wilson
791. L'enigma di Hawkshaw de Ron Goulart
792. L'attacco delle tarantole (novellizzazione) de Bernhardt J. Hurwood
793. Vulcano 3 de Philip K. Dick
794. Nato d'uomo e di macchina de Ted White
795. Mostra di mostri de Roger Elwood
796. Le fontane del Paradiso de Arthur C. Clarke
797. Trenta milioni bruceranno vivi de Richard A. Lupoff
798. La seconda missione di Bob Tanner de Ted White
799. La scacchiera de John Brunner
800. La sfera di Dyson ([[Star Trek]]) de Gordon Eklund
801. Chi passeggiava con gli astronauti de Wenzell Brown
802. Il tunnel sotto il mondo (antologia) de Frederik Pohl
803. Una ruga sulla Terra de John Cristopher
804. Il marziano in soffitta (antologia) de Frederik Pohl
805. Le acque della morte de Irving A. Greenfield
806. Il perfido cyborg de Ron Goulart
807. L'ultimo guerriero de Bill S. Ballinger și Robert Clouse
808. L'ora dei Grandi Vermi di Philip K. Dick e Ray Nelson
809. La città del lontanissimo futuro de M.J. Harrison
810. Nero nel tempo de John Jakes
811. Crepuscolo sulla città de Charles Platt
812. Jumbo-10 il rinnegato de Dean R. Koontz
813. Superbestia de David Gerrold
814. Chirurgia per la Terra de James White
815. 44 microstorie di fantascienza de AA.VV.
816. Gli orrori del transfinito de Colin Kapp
817. Nemici nell'infinito de E.C. Tubb
818. I super-alieni di Lemuria de Ron Goulart
819. Ian Solo, guerriero stellare de Brian Daley
820. Agente speciale 064: operazione demoni de Keith Laumer
821. Ragazza del 2051 de Barbara Paul
822. Il comandante del "Far Traveler" de A. Bertram Chandler
823. Progetto US Navy "WP" de Thomas Page
824. Le lenti del potere de A. E. van Vogt
825. Supernormale de J. Hunter Holly
826. Ragnatela de John Wyndham
827. Microfantascienza - altre 44 storie de AA.VV.
828. La sabbia che viveva de Richard A. Lupoff
829. Sum VII de T.W. Hard
830. La Terra che ho lasciato dietro di me de William Walling
831. La leva de Archimede de L. P. Davies
832. Il terzo occhio della mente de Bob Shaw
833. La signorina Trevor, suppongo? de E.C. Tubb
834. Transmaniacon de John Shirley
835. Caverna nel tempo de Rex Gordon
836. Saturno Tre (novellizzazione) de Steve Gallagher
837. Guerra tra le metropoli de Dennis Palumbo
838. Cronomacchina molto lenta de Ian Watson
839. Titano de John Varley
840. L'astronave del massacro de James White
841. Il pianeta del piacere de A. Bertram Chandler
842. Strada senza fine de Roger Zelazny
843. Guida galattica per gli autostoppisti de Douglas Adams
844. L'ultima speranza della Terra de Lan Wright
845. Motore rotto blues de Ron Goulart
846. La città di sotto de Arthur Tofte
847. La colonia dei micronauti di Gordon Williams
848. La cosmonave dei ventiquattro de Gordon R. Dickson
849. Gli ascoltatori del cosmo de John Brunner
850. La ragione per cui de George Alec Effinger
851. Nascita dell'Anti-uomo de Dean R. Koontz
852. Associazione Genitori e Insegnanti de R.A. Lafferty
853. Messaggio da Cassiopea de Chloe Zerwick și Harrison Brown
854. L'orrenda tana de James Herbert
855. Come si chiamava quella città de R.A. Lafferty
856. La fisica del Karma (prima parte) de Arsen Darnay
857. La fisica del Karma (seconda parte) de Arsen Darnay
858. La città degli Aztechi de Harry Harrison
859. La sindrome della furia de Mack Reynolds
860. La fabbrica di Frankenstein de Edward D. Hoch
861. Una Magnum per Billy Gregg (antologia) de Bob Shaw
862. La reliquia de James Herbert
863. Superuomo illegittimo de Walter F. Moudy
864. Una vergogna per l'Italia (antologia) de Bob Shaw
865. Viaggio al centro della Galassia de John Paton
866. La macchina della fortuna de E.C. Tubb
867. Le gabbie dell'infinito de Kenneth Bulmer
868. Quatermass: la Terra esplode de Nigel Kneale
869. Fluke l'uomocane de James Herbert
870. Giù nel Pleistocene de Garry Kilworth
871. Su e giù per il tempo-spazio de John Wyndham
872. Incubo-Express de Isidore Haiblum
873. I mercenari de Alan E. Nourse
874. I figli di Medusa de Bob Shaw
875. Più verde del previsto de Ward Moore
876. Medicorriere de Alan E. Nourse
877. L'occhio di Bell de John Coyne
878. In una piccola città de Frank Belknap Long
879. Psychlone de Greg Bear
880. Fantasma Cinque de Robert Sheckley
881. Una creatura della notte de Thomas Tessier
882. Il metodo degli Asdrake de Philip E. High
883. Terroristi e mostro a Stonehalt de Anthony Grant
884. All'insegna del Cervo Bianco (antologia) de Arthur C. Clarke
885. La guerra dei mondi di Sherlock Homes de Manly W. și Wade Wellman
886. Un milione di domani de Bob Shaw
887. I visitatori de Clifford D. Simak
888. I fuochi azzurri de Thomas Tessier
889. Enigma 1973 de Mark Phillips
890. Tra dieci mesi la fine del mondo (prima parte) de Gregory Benford și William Rotsler
891. Tra dieci mesi la fine del mondo (seconda parte) de Gregory Benford și William Rotsler
892. Xeno, l'abominio che ci aspetta de D. F. Jones
893. Il segreto delle porte spaziali de E.C. Tubb
894. Il cielo era pieno di navi de Richard C. Meredith
895. La missione delle navi sovietiche de Homer N. Gholston

### Numerele de la 896 la 1000
Apare iar bilunar.
896. Non saremo noi (antologia - parte prima) de Philip K. Dick
897. Piccola città (antologia - parte seconda) de Philip K. Dick
898. Chi erano gli dèi dell'uomo de Zach Hughes
899. Le comuni del 2000 de Mack Reynolds
900. Paradosso cosmico de Charles L. Harness
901. Jongor, il terrore della giungla de Robert Moore Williams
902. Il rock della città vivente de John Shirley
903. Terremoto di grado XIII de Leonard Daventry
904. L'angelo di latta de Ron Goulart
905. L'uomo liquido de Charles B. Gilford
906. Falkenberg il mercenario de Jerry Pournelle
907. L'ombra dell'astronave de David Gerrold
908. Ultime notizie dall'America / Ora zero (speciale Natale: 1 romanzo + 10 racconti) de J.G. Ballard
909. Il cieco del Non-Spazio de Bob Shaw
910. Neanche gli dèi de Isaac Asimov
911. I cacciatori de Burt Wetanson și Thomas Hobbler
912. La clinica dell'orrore de William Woolfolk
913. Morti e sepolti de Chelsea Quinn Yarbro
914. Contrattacco su Marte de Jerry Pournelle
915. La notte del furore de Philip Friedman
916. Alieno in croce de Raymond F. Jones și Lester del Rey
917. Il ritorno degli umanoidi de Jack Williamson
918. Nel sistema della follia de Ron Goulart
919. Sanguivora de Robert Charles
920. L'incubo dei Syn de Raymond F. Jones
921. La lunga morte del colonnello Porter de John Paton
922. Ricordatevi di noi de Leonard Daventry
923. Segnali da Giove de Zach Hughes
924. Giove chiama Terra de Ben Bova
925. Mondo senza stelle de Poul Anderson
926. Heil Hibbler de Ron Goulart
927. Naufragio sul pianeta Iduna de Arthur Tofte
928. Un vento freddo da Orione de Scott Asnin
929. Crociera nella catastrofe de D. F. Jones
930. Secolo XXIII de Jeff Sutton
931. La stella dei giganti de James P. Hogan
932. I sette peccati mortali della FS de AA.VV.
933. Diga sul pianeta Hestia de C.J. Cherryh
934. Tempo di mostri, fiume di dolore de James Kahn
935. Orrore alla miniera de Robert Moore Williams
936. Le cinque porte de Jack Rhys
937. Locus-Alfa, Locus-Zeta (antologia) de Bob Shaw
938. L'araldo dello sterminio de Michael Shaara
939. Terra di mutazioni de Roger Zelazny
940. Poltergeist de James Kahn
941. Duellomacchina de Ben Bova
942. Dark Crystal de A.C.H. Smith
943. La torre dei dannati de John Tomerlin
944. Avventura in fondo al cosmo de Paul Preuss
945. Sarà un futuro d'inferno de D. F. Jones
946. Omicide A effetto ritardato de Ron Goulart
947. Abominazione atlantica de John Brunner
948. L'oscuro fiume del tempo de James Kahn
949. Gli emarginati de J.N. Williamson
950. Virus Cepha de Ian MacMillan
951. La miniera di Hatcher de Charles E. Sellier jr. și Robert Weverka
952. Incidente di frontiera de Michael Shaara
953. Le rive di un altro mare de Chad Oliver
954. Starbright contro l'Orda Nera de James R. Berry
955. Intervento da Typhon de Douglas R. Mason
956. La minaccia degli Esmeraldiani de Ron Goulart
957. Luna, maledetta Luna! de Bob Shaw
958. La legge dei Soal de Garry Kilworth
959. Mille e una Terra de David Mason
960. La prova del fuoco de Ben Bova
961. La fossa degli appestati de Mark Ronson
962. L'uomo in fuga de Richard Bachman
963. I superstiti del Wyoming de Jack Lovejoy
964. La casa della bestia de Richard Laymon
965. Direttiva primaria de Harris Moore
966. Krull de Alan Dean Foster
967. L'albergo sulla tana dei crotali de Joseph L. Gilmore
968. Ristorante al termine dell'Universo de Douglas Adams
969. I terroristi del Big Bang de Ron Goulart
970. I reggimenti della notte de Brian L. Ball
971. Dai bassifondi di Klittmann City de Barrington J. Bayley
972. La "cosa" dei monti Catskill de Alan Ryan
973. La vita, l'universo e tutto quanto de Douglas Adams
974. Dramocles, dramma intergalattico de Robert Sheckley
975. Viaggio in fondo alle stelle de John Maddox Roberts
976. Mitologie del futuro prossimo (antologia) de J.G. Ballard
977. La torre sull'orlo del tempo de Lin Carter
978. Il mangiatore d'anime de Mike Resnick
979. I serpenti sugli alberi de Drew Lamark
980. Da Brooklyn al pianeta di Controllo de Isidore Haiblum
981. Cybernia de Lou Cameron
982. La scomparsa del "Rimfire" de Zach Hughes
983. L'equazione del giorno del giudizio de R.A. Lafferty
984. Il pianeta di Satana de Mike Resnick
985. Il treno di Deacons Kill de Alan Ryan
986. Il vento è cambiato (antologia) de Isaac Asimov
987. L'occhio del purgatorio de Jacques Spitz
988. I mutanti del 2075 de Isidore Haiblum
989. Incidente nel deserto de Octavia Butler
990. Il tronco di Davide de Mike Resnick
991. I pericoli di Hellquad de Ron Goulart
992. La ragione dei granchi de Michael Elder
993. Le olimpiadi della follia de AA.VV.
994. L'uomo nelle rovine de Nathan Butler
995. Dieci storie dell'altro mondo (antologia) de R.A. Lafferty
996. Le stelle nelle mani de Harry Harrison
997. Autocombustione umana de Bob Shaw
998. Gli antimercanti dello spazio de Frederik Pohl
999. Robot fuorilegge de John Sladek
1000. L'orlo della fondazione de Isaac Asimov

### Numerele de la 1001 la 1200
1001. La lunga marcia de Richard Bachman
1002. Mastodonia de Clifford D. Simak
1003. Tre storie del soprannaturale de AA.VV.
1004. Terrore nell'iperspazio de E.C. Tubb
1005. Non svegliare il Gram che dorme de Manly Wade Wellman
1006. Phantoms! de Dean R. Koontz
1007. Scheletri nel Mississippi de Howard Waldrop
1008. La banda di Barnaby Sheen de R.A. Lafferty
1009. I robot dell'alba de Isaac Asimov
1010. Operazione Caos de Poul Anderson
1011. Incontro nell'abisso de James White
1012. Quando scoppiò la pace de Vernor Vinge
1013. Redenzione immorale de Philip K. Dick
1014. Orbite perdute de Theodore Sturgeon
1015. Scacco al tempo de Fritz Leiber
1016. SV - Sea Venture de Damon Knight
1017. La cura impossibile de Hal Clement
1018. Gli anni del precursore de Philip José Jarmer
1019. Forse domani (antologia) de Frederik Pohl
1020. Telemorte de K.W. Jeter
1021. Aquiliade de Somtow Sucharitkul
1022. I giorni delle chimere de Jack C. Haldeman II
1023. Hoka sapiens de Poul Anderson și Gordon R. Dickson
1024. A ovest del Sole de Edgar Pangborn
1025. Occhi verdi de Lucius Shepard
1026. Picnic su Paradiso de Joanna Russ
1027. Il dono di Farhome de Ted White
1028. Addio e grazie per tutto il pesce de Douglas Adams
1029. Programma: uomo de Roger Zelazny și Fred Saberhagen
1030. Signore dello spazio e del tempo de Rudy Rucker
1031. Divina invasione de Philip K. Dick
1032. Onde di un mare lontano de Michael A. Foster
1033. La guerra dei quaranta minuti de Janet e Chris Morris
1034. Davy, e oltre (antologia) de Edgar Pangborn
1035. L'uomo che non sbagliava mai de Steve Perry
1036. Il libro del fiume de Ian Watson
1037. Un mondo da salvare de Sydney Van Scyoc
1038. Orion de Ben Bova
1039. Storie di terra e spazio (antologia) de Arthur C. Clarke
1040. La collera delle tenebre de Serge Brussolo
1041. Vittime a premio de Robert Sheckley
1042. Viaggio alla città dei morti de Alan Dean Foster
1043. La strada dell'eternità de Clifford D. Simak
1044. Stirpe de Alieno de C.J. Cherryh
1045. Luci e nebbie de Theodore Sturgeon
1046. Astronave senza tempo de Charles L. Harness
1047. L'orbita di metallo de Timothy Zahn
1048. Pianeta di ghiaccio de Hal Clement
1049. Vuoto di memoria de John E. Stith
1050. Artigli sul domani (antologia) de Algis Budrys
1051. Il campo degli spettri de Paul Cook
1052. Ritorno da Giove de Ben Bova
1053. Sfida al cielo de Bob Shaw
1054. La terza mano de Larry Niven
1055. Matadora de Steve Perry
1056. Oltre la Luna (antologia) de Cyril M. Kornbluth
1057. Il mondo di Grimm de Vernor Vinge
1058. Ultima genesi de Octavia Butler
1059. I robot e l'Impero de Isaac Asimov
1060. Futuro al rogo de James Grunn
1061. I seminatori de Abissi de Serge Brussolo
1062. Terzo dal Sole (antologia) de Richard Matheson
1063. C'era una volta l'America de Neal Barret jr.
1064. L'età della guerra de John Barnes
1065. I danzatori del crepuscolo de Jack L. Chalker
1066. Stalker de Arkadi e Boris Strugatski
1067. Il libro delle stelle de Ian Watson
1068. Ricordi di domani de Philip K. Dick
1069. Il tempo dell'alleanza de Paul Cook
1070. I figli del potere de Timothy Zahn
1071. Semi di stelle de Theodore Sturgeon
1072. Viaggio allucinante de Isaac Asimov
1073. Voci dal nulla de Patricia A. McKillip
1074. Egira de Greg Bear
1075. I naufraghi del tempo de Vernor Vinge
1076. Se un nuovo orizzonte... de Charles L. Harness
1077. Una maschera per il Generale de Lisa Goldstein
1078. Canali di morte de John E. Stith
1079. L'ultima frontiera de Poul Anderson
1080. Enigma 88 de Hal Clement
1081. I soldati di catrame de Serge Brussolo
1082. Passi nel tempo de Arkadi e Boris Strugatski
1083. Il libro delle creature de Ian Watson
1084. Cestus Dei de John Maddox Roberts
1085. Attacco dal cielo de Bob Shaw
1086. Occhi dal futuro de Robert Silverberg
1087. Fantasimov de Isaac Asimov
1088. Stagione di caccia de Robert Sheckley
1089. Ritorno alla Terra de Octavia Butler
1090. I simulanti de Alfred Bester
1091. Alieni e no de Clifford D. Simak
1092. Ritratto in nero de Mike Resnick
1093. I mondi del Mandala de Paul Cook
1094. Terra di uragani de Serge Brussolo
1095. La vendetta di Orion de Ben Bova
1096. Azazel de Isaac Asimov
1097. Peccato originale de John Barnes
1098. Il canto dell'abisso de Sydney Van Scyoc
1099. Stazione Geenna de Andrew Weiner
1100. Pelle d'acciaio de Janet Asimov
1101. Una rete fra le stelle de Loren J. MacGregor
1102. Bolle d'infinito (antologia) de John Varley
1103. Non per la gloria de Joel Rosemberg
1104. Sonno di sangue de Serge Brussolo
1105. Il ritorno de Aquila de Somtow Sucharitkul
1106. Memorie di domani de Robert Charles Wilson
1107. WYRM de Orson Scott Card
1108. Indagine su Tankur de John E. Stith
1109. È difficile essere un dio de Arkadi e Boris Strugatski
1110. La notte che bruciammo Chrome (antologia) de William Gibson
1111. Corridoi del tempo de Charles L. Harness
1112. La rivolta dei Matador de Steve Perry
1113. Vagabondi del sogno de Robert Charles Wilson
1114. Medusa, e altri dèi (antologia) de Theodore Sturgeon
1115. Figlia del fuoco de Jack Willamson
1116. Pionieri de Philip Mann
1117. La grande sfida de Dean Ing
1118. La porta oscura de Kate Wilhelm
1119. La notte del bombardiere de Serge Brussolo
1120. Gli universi di Moras de Vittorio Catani
1121. Scontro finale de Ted Reynolds
1122. L'astronave "Redshift" de John E. Stith
1123. Berserker! de Fred Saberhagen
1124. Dopo la vita (antologia) de Pamela Sargent și Ian Watson (a cura di)
1125. La stella che cambiò de Jeffrey A. Carver
1126. Megalomania de Ian Wallace
1127. Il mondo degli aquiloni de Keith Roberts
1128. Demon (parte prima) de John Varley
1129. Demon (parte seconda) de John Varley
1130. Altre vite (antologia) de Pamela Sargent și Ian Watson (a cura di)
1131. Fondazione e Terra de Isaac Asimov
1132. L'altra realtà de Henry Kuttner
1133. L'uomo Berserker de Fred Saberhagen
1134. Creature (antologia) de A. E. van Vogt
1135. La scacchiera del tempo de Hayford Peirce
1136. Lasernauti de Martin Caidin
1137. L'altra faccia del passato de Andre Norton
1138. Uomini come topi de Rob Chilson
1139. Ai confini della realtà  de Rod Serling
1140. Il diario segreto di Phileas Fogg de Philip José Farmer
1141. Il pianeta della sfida de William E. Cochrane
1142. Destinazione spazio (antologia) de Donald A. Wolheim (a cura di)
1143. Allarme sulla terra (due romanzi) de Robert Bloch
1144. Naufragio su Giri de Vernor Vinge
1145. I mondi dell'ignoto de Bob Shaw
1146. Storie del tempo e dello spazio (antologia) de Antony Boucher
1147. Creature nel cervello de Stephen R. George
1148. Labirinto del passato de Kirk Mitchell
1149. Preludio alla Fondazione de Isaac Asimov
1150. Dimensioni proibite de Gene Wolfe
1151. L'odissea del volo 33  de Rod Serling
1152. Il mondo dei Berserker de Fred Saberhagen
1153. Attacco alla Terra de Philip Wylie
1154. Nome in codice: Sparta de Paul Preuss
1155. Mostri del cielo e della Terra de AA.VV.
1156. Limbo (romanzo) de Andre Norton
1157. Operazione domani de Robert Heinlein
1158. Progetto Giove de Gregory Benford
1159. Il pianeta dell'onore de Jerry Pournelle
1160. Luna di fuoco de Virginio Marafante
1161. Il pozzo dei mondi de Henry Kuttner
1162. Lontano da casa (antologia) de Walter Tevis
1163. Il mattino dell'apocalisse de Catherine L. Moore
1164. I crocevia del tempo de Spider Robinson
1165. Mondi pericolosi de Andre Norton
1166. Il tredicesimo viaggio di Sinbad de R.A. Lafferty
1167. Memoria perduta de Damon Knight
1168. Se le stelle fossero dèi de Gregory Benford și Gordon Eklund
1169. Destinazione spazio 2 (antologia) de Donald A. Wollheim
1170. Incognita futuro de Hayford Peirce
1171. Maelstrom de Paul Preuss
1172. Destinazione cervello de Isaac Asimov
1173. Il segno nel cielo de Anne McCaffrey
1174. Le guerre dei Berserker (antologia) de Fred Saberhagen
1175. I sette segni di Tarnis de Avram Davidson
1176. Lunga caccia nello spazio de Kenneth Bulmer
1177. Più che umani de Justin Leiber
1178. Il pianeta dei miracoli de Piers Anthony
1179. Giù nel ciberspazio de William Gibson
1180. Nemesis de Isaac Asimov
1181. L'addio orizzontale de K.W. Jeter
1182. Il viaggio dello "Star Wolf" de David Gerrold
1183. A pochi passi dal Sole de Walter Tevis
1184. L'effetto anomalia de David Brin
1185. Gli osservatori de Damon Knight
1186. La galassia de Asimov de Martin H. Greenberg
1187. L'impero dei Dinosauri de Hayford Peirce
1188. La discesa di "Anansi" de Larry Niven și Steven Barnes
1189. Ai due lati del muro de Francesco Grasso
1190. Metà P - Metà S (Mortale tra gli immortali / Kalimantan) de Frederik Pohl și Lucius Shepard
1191. Il satellite pirata de Ted White
1192. Il popolo dell'Orlo de Orson Scott Card
1193. L'umanità è scomparsa (novellizzazione de Alcuni episodi di Ai confini della realtà]]) de Rod Serling
1194. La guerra contro gli Chtorr de David Gerrold
1195. Un bivio nel passato de Roger Zelazny și Fred Saberhagen
1196. Orion e la morte del tempo de Ben Bova
1197. Missione pericolosa de Paul Preuss
1198. Le pietre di Nomuru de Lyon și Catherine Crook de Camp
1199. Fuoco e gelo (antologia) de Roger Zelazny
1200. Le città vive de Greg Bear

### Numerele de la 1201 la 1284
1201. Il trono dei Berserker de Fred Saberhagen
1202. Gli Immortali de Poul Anderson
1203. Sogni pericolosi de Charles L. Harness
1204. Tre viaggi nello spazio-tempo (antologia) de Robert Silverberg
1205. Il fiume della vita de Philip José Farmer
1206. Donne del Quinto Pianeta de Richard Wilson
1207. Luce di stelle de Hal Clement
1208. Enciclopedia aliena de Gregory Benford
1209. Praticamente innocuo de Douglas Adams
1210. I fuorilegge di Pern de Anne McCaffrey
1211. L'apprendista de Lois McMaster Bujold
1212. Alle sorgenti del fiume de Philip José Farmer
1213. Frontiere de Larry Niven
1214. La notte del drive-in de Joe R. Lansdale
1215. Il cuore finto di D.R. de Nicoletta Vallorani
1216. Illusione di potere de Philip K. Dick
1217. L'estate dell'ozono de Frederik Pohl și Jack Williamson
1218. Il ritorno degli Chtorr de David Gerrold
1219. I venti del tempo de Robert Holdstock
1220. Le fasi del caos (antologia) de Isaac Asimov și Martin H. Greenberg (a cura di)
1221. Salto nel vuoto de Frank Herbert și Bill Ransom
1222. Il grande disegno de Philip José Farmer
1223. I simbionti de Damon Knight
1224. Il giorno dei dinosauri de Joe R. Lansdale
1225. Le stelle aspetteranno de Keith Laumer
1226. L'ombra del futuro de Jack Williamson
1227. I guardiani del mondo de Ben Bova
1228. Isaac Asimov su Marte de Gardner Dozois
1229. Damia de Anne McCaffrey
1230. Il labirinto magico de Philip José Farmer
1231. Giuramento di fedeltà de Jerry Pournelle și Larry Niven
1232. La macchina di Lord Kelvin de James P. Baylock
1233. Berserker - La morte azzurra de Fred Saberhagen
1234. Genesi marziana de S.C. Skyes
1235. Cronache dal basso futuro de Bruce Sterling
1236. Domani il mondo cambierà de Michael Swanwick
1237. I cantori del tempo de Frederik Pohl și Jack Williamson
1238. Legami di sangue de Octavia Butler
1239. L'uomo modulare de Roger MacBride Allen
1240. Biografia di un tiranno de Piers Antony
1241. Nicolas Eymerich, inquisitore de Valerio Evangelisti
1242. Il mio nome è Legione de Roger Zelazny
1243. Il sogno di Lincoln de Connie Willis
1244. Il giorno della vendetta (prima parte) de David Gerrold
1245. Il giorno della vendetta (seconda parte) de David Gerrold
1246. Sabbie rosse de Jack Williamson
1247. Passaggio alle stelle de Vonda N. McIntyre
1248. Gli dèi del fiume de Philip José Farmer
1249. Kalifornia de Mark Laidlaw
1250. Di fronte all'ignoto (antologia) de Frank Belknap Long
1251. Il mondo e Thorinn de Damon Knight
1252. I figli di Damia de Anne McCaffrey
1253. Purgatorio - Storia di un mondo lontano de Mike Resnick
1254. L'astronave che sapeva de Melissa Scott
1255. Eclipse de John Shirley
1256. Il pianeta Berserker de Fred Saberhagen
1257. Inferno de Mike Resnick
1258. Cyberiade de Stanisław Lem
1259. Cronache del dopoguerra de Sheri S. Tepper
1260. La monetina di Woodrow Wilson de Jack Finney
1261. È bello essere marziani (antologia) de Frank Belknap Long
1262. Le catene di Eymerich de Valerio Evangelisti
1263. Madlands - Terre impossibili de K.W. Jeter
1264. Un occhio nel paese dei ciechi de Robert Holdstock
1265. Straniero in un mondo straniero de C.J. Cherryh
1266. È proprio la fine del mondo de Damon Knight
1267. Miraggi di silicio de Massimo Pietroselli
1268. Bugs de John Sladek
1269. Altrove - Contatti nel cosmo de David Brin
1270. Discesa sulla Luna de Allen M. Steele
1271. Pace al mondo de Stanisław Lem
1272. Un mondo di ombre de Jack Finney
1273. Fantashow de AA.VV.
1274. Quake - Un pianeta proibito de Charles Sheffield
1275. Crimini e misfatti al computer de AA.VV.
1276. Azione al crepuscolo de John Shirley
1277. Il Direttorato de Arkadi e Boris Strugatski
1278. L'ospite de K.W. Jeter
1279. E per noi le stelle de Orson Scott Card
1280. Il cabalista de Amanda Prantera
1281. Il corpo e il sangue di Eymerich de Valerio Evangelisti
1282. Ithaqua, il mostro de Brian Lumley
1283. Le ali nere del tempo de Fred Saberhagen
1284. Il pozzo delle anime de Jack Chalker

### Numerele de la 1284 la  1387
1285. Luce virtuale de William Gibson
1286. Prigioniero sulla terra de Chris Claremont
1287. Fondazione anno zero de Isaac Asimov
1288. Il canto di Kali de Dan Simmons
1289. Il lungo ritorno de Frederik Pohl
1290. La maschera sul sole de John Shirley
1291. Il talento di Lyon de Anne McCaffrey
1292. Io sono leggenda de Richard Matheson
1293. La donna che bruciò nel vento (antologia) de Greg Bear
1294. Alien - Dentro l'alveare (novellizzazione del fumetto Aliens: Alveare]]) de Robert Sheckley
1295. Terra di nessuno de David G. Compton
1296. I biplani di D'Annunzio de Luca Masali
1297. I delfini di Pern de Anne McCaffrey
1298. La fortezza sulla Luna de Allen M. Steele
1299. Faccia di bestia de John Crowley
1300. Il 37° mandala de Mark Laidlaw
1301. Anno 2042 de AA.VV.
1302. Scambio mentale de Robert Sheckley
1303. I corpi di Mavra de Jack L. Chalker
1304. L'incognita dei Grendel de Larry Niven și Jeremy Pournelle și Steven Barnes
1305. Le lune fredde de Charles Sheffied
1306. L'arca delle stelle de Robert Silverberg
1307. Il giogo del tempo de Brian M. Stableford
1308. Dream Box de Nicoletta Vallorani
1309. I giganti della terra de Gordon G. Dickson
1310. Le ultime ore di Shaleen de David Gerrold
1311. L'ora di 80 minuti de Brian W. Aldiss
1312. La fiamma della notte de Jack Vance
1313. Strani occhi de Connie Willis
1314. Sogno mortale de Ben Bova
1315. Mendicanti di Spagna de Nancy Kress
1316. Il mistero dell'inquisitore Eymerich de Valerio Evangelisti
1317. La città dell'estate de John Crowley
1318. Cerchio segreto de Amanda Prantera
1319. L'ultima domanda de Ian Watson
1320. Memorie di un cuoco d'astronave de Massimo Mongai
1321. 2049 contea di Clarke de Allen M. Steele
1322. Tutti i denti del mostro sono perfetti (antologia di scrittori italiani in occasione dei 45 anni di Urania: Niccolò Ammaniti, Daniele Brolli, Enzo Fileno Carabba, Sandrone Dazieri, Franco Forte, Barbara Garlaschelli, Mario Giorgi, Michele Mari, Luca Masali, Silverio Novelli, Tiziano Scarpa, Nicoletta Vallorani, Dario Voltolini) a cura de Valerio Evangelisti și Giuseppe Lippi
1323. La donna che fuggì nel tempo de Joshua Dann
1324. Gli ostaggi dello Starlab de Frederik Pohl
1325. Una voce da Ganimede de Bradley Denton
1326. Il sognatore d'armi de Philip K. Dick
1327. Orion tra le stelle de Ben Bova
1328. I fiori di Marte (antologia) de Ray Bradbury
1329. Il sole nero de Jack Williamson
1330. Picatrix la scala per l'inferno de Valerio Evangelisti
1331. Il gioco del tiranno de Piers Anthony
1332. Starplex de Robert J. Sawyer
1333. La casa degli invasati de Shirley Jackson
1334. Area 51 de Robert Doherty
1335. Le macchine infernali de K.W. Jeter
1336. Pace eterna de Joe Haldeman
1337. L'abisso de Jack L. Chalker
1338. Assedio all'eternità de Frederik Pohl
1339. Pianeta stregato de David Gerrold și Larry Niven
1340. Il sonno degli dei de Jack McDevitt
1341. Mendicanti e superuomini de Nancy Kress
1342. Cherudek de Valerio Evangelisti
1343. L'ultimo giorno di William Tucker de Allen M. Steele
1344. Follia per sette clan de Philip K. Dick
1345. Memoria impossibile de Charles Sheffield
1346. Mutazione pericolosa de Robert J. Sawyer
1347. La notte dei Morlock de K.W. Jeter
1348. Ai margini del caos de Franco Ricciardiello
1349. La furia dei Berserker de Fred Saberhagen
1350. I predatori del Gondwana de Stefano Di Marino
1351. Angelo meccanico de Richard Paul Russo
1352. Fuga nei mondi perduti de Jack Vance
1353. Le voci del cielo de Frederik Pohl
1354. Messaggi per la mente de Damon Knight
1355. Un milione di porte de John Barnes
1356. ...e non dimenticate la tuta spaziale de AA.VV.
1357. La fiaccola dell'onore de Roger MacBride Allen
1358. La strada del destino de Larry Niven
1359. Punto di convergenza de Charles Sheffield
1360. Gli anni alieni (prima parte) de Robert Silverberg
1361. L'abisso del passato / Alba eterna de L. Sprague de Camp și David Drake
1362. Gli anni alieni (seconda parte) de Robert Silverberg
1363. La penultima verità de Philip K. Dick
1364. Area 51: minaccia dal cosmo de Robert Doherty
1365. La terza forza de Marc Laidlaw
1366. La rivincita dei mendicanti de Nancy Kress
1367. Metropolitan de Walter Jon Williams
1368. La fantascienza di Playboy (parte prima) de Alice K. Turner (a cura di)
1369. Apocalisse su Argo de Robert J. Sawyer
1370. Il fattore invisibile de Connie Willis
1371. Pionieri de Frederik Pohl
1372. Il gioco degli immortali de Massimo Mongai
1373. La fantascienza di Playboy (parte seconda) de Alice K. Turner (a cura di)
1374. Cyberblues - La missione di Carlucci de Richard Paul Russo
1375. La notte dei pitagorici de Claudio Asciuti
1376. Vamps de Norman Spinrad
1377. Anno 2000 de Harry Harrison (a cura di)
1378. Metallo urlante de Valerio Evangelisti
1379. I transumani de Robert J. Sawyer
1380. Londra invisibile de Brian M. Stableford
1381. Berserker - Il titano d'acciaio de Fred Saberhagen
1382. Software - I nuovi robot de Rudy Rucker
1383. Ghiaccio-nove de Kurt Vonnegut
1384. Creature inumane de Jerry Jay Carroll
1385. L'uomo dei mondi di polvere de Don De Brandt
1386. Orbita Olympus de Allen M. Steele
1387. Psyconegozio de Alfred Bester și Roger Zelazny

### Numerele de la 1388 la 1409
1388. La moglie dell'astronauta de Robert Tine
1389. Il trono di Ringworld de Larry Niven
1390. Universo infinito de Marion Zimmer Bradley
1391. La guerra dei folli de Sarah Zettel
1392. La sfera del nulla de Roland C. Wagner
1393. Piano meccanico de Kurt Vonnegut
1394. Scorrete lacrime, disse il poliziotto de Philip K. Dick
1395. La macchina di Rachel de Martin Wagner
1396. Pianeta di frontiera de Bruce Boxleitner
1397. Computer Grand-Guignol de Robert Sheckley
1398. Le escrescenze della Luna (antologia) de Robert Bloch
1399. Superuomo legittimo de Ian Watson
1400. Inferi on Net de Roberto Genovesi
1401. L'incantatore rinato de L. Sprague de Camp
1402. Astronavi & Avventure de Gardner Dozois (a cura di)
1403. 2038: la rivolta de Francesco Grasso
1404. Specie immortale de Colin Wilson
1405. Astronavi & mondi lontani de Gardner Dozois (a cura di)
1406. Ciao futuro de Vittorio Curtoni
1407. La compagnia della mente de Steven Piziks
1408. Marte, pianeta libero de Brian W. Aldiss și Roger Penrose
1409. L'ultima invasione de Richard Calder

### Numerele de la 1410 la 1586
1410. Condizione Venere de Norman Spinrad
1411. L'universo sul fondo de Allen M. Steele
1412. Luminous (antologia) de Greg Egan
1413. Missione eterna de Joe Haldeman
1414. L'equazione di Dio de Robert J. Sawyer
1415. A.I. - Intelligenza Artificiale de Brian W. Aldiss
1416. I grandi maestri della fantascienza de Frederik Pohl (a cura di)
1417. Le astronavi del tempo de Roger MacBride Allen
1418. Marte, un mondo perduto de Larry Niven
1419. Wetware - Gli uomini robot de Rudy Rucker
1420. Non umano de Elizabeth Moon
1421. Il divoratore di mondi de Gregory Benford
1422. Servocittà de Jack Williamson
1423. American Acropolis de William Gibson
1424. Tecnoflagello de David Herter
1425. Ribelle genetico de C.J. Cherryh
1426. Mater Maxima de Donato Altomare
1427. Città di fuoco de Walter Jon Williams
1428. Freeware - La nuova carne de Rudy Rucker
1429. Eroe della galassia de Elizabeth Moon
1430. Il pianeta del deserto de C.J. Cherryh
1431. Il mistero di Kyber de Ian Watson și Michael Bishop
1432. La compagnia del tempo de Kage Baker
1433. La città e l'abisso de Walter Jon Williams
1434. Astronavi nell'abisso de Norman Spinrad
1435. La minaccia dell'orda de Elizabeth Moon
1436. Viaggio alieno de Kevin J. Anderson
1437. Distress de Greg Egan
1438. Il castello di Eymerich de Valerio Evangelisti
1439. Ascensore per la Luna de David Gerrold
1440. Radio aliena Hasselblad de Franco Ricciardiello
1441. La crisi della realtà 1 - Emergenza! de Peter F. Hamilton
1442. I grandi maestri della fantascienza 2 de Frederik Pohl (a cura di)
1443. Salva il tuo pianeta de Sarah Zettel
1444. Porta per l'infinito de Nancy Kress
1445. La crisi della realtà 2 - Attacco! de Peter F. Hamilton
1446. La crisi della realtà 3 - Potere totale de Peter F. Hamilton
1447. L'uomo del mondo selvaggio de Don De Brandt
1448. La crisi della realtà 4 - Contrattacco de Peter F. Hamilton
1449. Il killer delle stelle de Mike Resnick
1450. Altre galassie - Il meglio della fantascienza de David G. Hartwell (a cura di)
1451. L'astronave dei dannati de Richard Paul Russo
1452. Il pianeta di mezzanotte de Nalo Hopkinson
1453. Lungo i vicoli del tempo de Lanfranco Fabriani
1454. Predatori quantici de Roland C. Wagner
1455. La compagnia del tempo: Coyote del cielo de Kage Baker
1456. Anonima stregoni (antologia) de Robert Heinlein
1457. Alien Factor de Stan Lee și Stan Timmons
1458. Il preludio a Dune - Casa Atreides de Brian Herbert și Kevin J. Anderson
1459. Prima fermata: Luna de David Gerrold
1460. Diaspora de Greg Egan
1461. Creature accidentali de Anne Harris
1462. Umani e transumani - Il meglio della fantascienza 2 de David G. Hartwell (a cura di)
1463. Il segreto di Conrad de Rudy Rucker
1464. Il preludio a Dune 2 - Il duca Leto de Brian Herbert și Kevin J. Anderson
1465. La compagnia del tempo: Mendoza a Hollywood de Kage Baker
1466. Ponte di comando (prima parte) de Elizabeth Moon
1467. Ossa della Terra de Michael Swanwick
1468. L'alchimista delle stelle 1 - I morti contro i vivi de Peter F. Hamilton
1469. Ponte di comando (seconda parte) de Elizabeth Moon
1470. Axiomatic (antologia) de Greg Egan
1471. La salvezza de Aka de Ursula K. Le Guin
1472. Mater terribilis de Valerio Evangelisti
1473. L'alchimista delle stelle 2 - Il nemico de Peter F. Hamilton
1474. Il mestiere dell'avvoltoio (antologia) de Robert Heinlein
1475. L'alchimista delle stelle 3 - Collasso de Peter F. Hamilton
1476. L'alchimista delle stelle 4 - Il grande conflitto de Peter F. Hamilton
1477. Porta per il sole de Nancy Kress
1478. Terre accanto de Alberto Costantini
1479. I grandi maestri della fantascienza 3 (I) de Frederik Pohl (a cura di)
1480. I grandi maestri della fantascienza 3 (II) de Frederik Pohl (a cura di)
1481. American Gods de Neil Gaiman
1482. Tempo spezzato de Maggy Thomas
1483. Le sfere del cielo de Charles Sheffield
1484. S.O.S. da un altro pianeta de Stephen L. Burns
1485. Il preludio a Dune 3 - I ribelli dell'impero de Brian Herbert și Kevin J. Anderson
1486. La compagnia del tempo: il futuro in gioco de Kage Baker
1487. Cambio al comando de Elizabeth Moon
1488. Il dio nudo: prima parte de Peter F. Hamilton
1489. Il dio nudo: seconda parte de Peter F. Hamilton
1490. La scala di Schild de Greg Egan
1491. Carne di metallo de Stephen L. Burns
1492. Oltre il pianeta del vento de Paolo Aresi
1493. Pianeta senza scampo de Robert Silverberg
1494. Porta sullo spazio de Nancy Kress
1495. La velocità del buio de Elizabeth Moon
1496. L'anno dei dominatori de Ian Watson
1497. Realware - La materia infinita de Rudy Rucker
1498. Preludio a Dune 4 - Vendetta di Harkonnen de Brian Herbert și Kevin J. Anderson
1499. Creature dell'inframondo de John Shirley
1500. Tutta un'altra cosa de Giuseppe Lippi (a cura di)
1501. Crossfire: l'ultimo pianeta de Nancy Kress
1502. Pianeta senza nome (prima parte) de Sarah Zettel
1503. Pianeta senza nome (seconda parte) de Sarah Zettel
1504. Nelle nebbie del tempo de Lanfranco Fabriani
1505. A noi vivi de Robert Heinlein
1506. Gli immortali de James Gunn
1507. Antracite de Valerio Evangelisti
1508. Il labirinto de William Browning Spencer
1509. A dura prova de Nancy Kress
1510. Incubi perfetti (due romanzi: Le mosche e L'uomo elastico]]) de Jacques Spitz
1511. L'onda misteriosa (antologia) de Wu Dingbo și Patrick Murphy (a cura di)
1512. Città di stelle de Gregory Benford
1513. Invasione silenziosa de Sarah Zettel
1514. I segreti del paratempo (antologia) de H. Beam Piper
1515. Supernave de John Brosnan
1516. Stella cadente de Alberto Costantini
1517. Galaxy Rangers de Harry Harrison
1518. Il meridiano della paura de Alan Dean Foster
1519. Mai più umani de Nancy Kress
1520. L'Imperatore di Gondwana (antologia) de Paul Di Filippo
1521. Infect@ (con un racconto inedito de Valerio Evangelisti) de Dario Tonani
1522. Risen! de Scott Westerfeld
1523. L'astronave immortale de Joe Haldeman
1524. Risen - Lo sterminio dei mondi de Scott Westerfeld
1525. Mindscan de Robert J. Sawyer
1526. Slan Hunter de A. E. van Vogt și Kevin J. Anderson
1527. Gli orrori di Quetzalia de James Morrow
1528. Sezione π² de Giovanni De Matteo
1529. Gli uomini vuoti (romanzo) de Dan Simmons
1530. I protomorfi de Joe Haldeman
1531. Lord Darcy (parte prima) de Randall Garrett
1532. Missione su Jaimec de Eric Frank Russell
1533. Incubi per Re John de Pierfrancesco Prosperi
1534. Lord Darcy (parte seconda) de Randall Garrett
1535. I figli di Ringworld de Larry Niven
1536. La genesi della specie de Robert J. Sawyer
1537. La variante di Carmody (antologia) de Robert Sheckley
1538. Dracula Cha Cha Cha de Kim Newman
1539. Apocalisse tascabile de Mordecai Roshwald
1540. Il dono di Svet de Donato Altomare
1541. La fortezza dei cosmonauti de Ken MacLeod
1542. Fuga dal pianeta degli umani de Robert J. Sawyer
1543. Guerra eterna: ultimo atto de Joe Haldeman
1544. L'algoritmo bianco de Dario Tonani
1545. Luce nera de Ken MacLeod
1546. Seeker de Jack McDevitt
1547. Origine dell'ibrido de Robert J. Sawyer
1548. Flotta di mondi de Larry Niven - Edward M. Lerner
1549. Engine City de Ken MacLeod
1550. Rivelazione (prima parte) de Alastair Reynolds
1551. La chiesa elettrica de Jeff Somers
1552. e-Doll de Francesco Verso
1553. Rivelazione (seconda parte) de Alastair Reynolds
1554. Cronomacchina accidentale de Joe Haldeman
1555. I predatori del suicidio de David Oppegaard
1556. Un regalo dalle stelle de James Gunn
1557. La valle dello Zodiaco de Claudio Asciuti și Errico Passaro
1558. 35 miglia a Birmingham de James Braziel
1559. Nova Swing de M. John Harrison
1560. La peste digitale de Jeff Somers
1561. Alla fine dell'arcobaleno de Vernor Vinge
1562. Incandescence de Greg Egan
1563. Rollback de Robert J. Sawyer
1564. SHI KONG: 时空 China Futures (antologia) de Lorenzo Andolfatto (a cura di)
1565. Lazarus de Alberto Cola
1566. Galassia nemica de Allen Steele
1567. Storie dal crepuscolo di un mondo/1 (parte prima) de Robert Silverberg, Mike Resnick, Walter Jon Williams e altri
1568. Cauldron, fornace di stelle de Jack McDevitt
1569. Korolev de Paolo Aresi
1570. Dula di Marte de Joe Haldeman
1571. WWW 1: Risveglio de Robert J. Sawyer
1572. Paura degli stranieri de E.C. Tubb
1573. La compagnia del tempo: il mondo che verrà de Kage Baker
1574. Toxic@ de Dario Tonani
1575. Il virus dell'odio de David Moody
1576. Il re nero de Maico Morellini
1577. Retief - Ambasciatore galattico de Keith Laumer
1578. Onryo, avatar di morte (a cura) de Danilo Arona și Massimo Soumaré (con racconti de Sakio Komatsu, Stefano Di Marino, Danilo Arona, Yoshiki Shibata e altri)
1579. Gli ammutinati dell'astronave de Mike Resnick
1580. Storie dal crepuscolo di un mondo/2 (parte seconda) de Kage Baker, Elizabeth Moon, Lucius Shepard e altri
1581. Gli dei invisibili di Marte de Ian Watson
1582. Verso le stelle de Joe Haldeman
1583. WWW 2: In guardia de Robert J. Sawyer
1584. Il ritorno di Jim DiGriz de Harry Harrison
1585. La criocamera di Vorkosigan de Lois McMaster Bujold
1586. L'uomo che credeva di essere se stesso de David Ambrose

### Numerele de la 1587 -
Formato simile al "classico": sfondo bianco, "Urania" scritto in nero in alto centrato sopra una banda stretta rossa, immagine in un cerchio bordato di rosso.
1587. L'ultimo teorema de Arthur C. Clarke și Frederik Pohl
1588. I senza-tempo de Alessandro Forlani
1589. Vendesi tempo, affare sicuro de Paul Di Filippo
1590. Terra al tramonto de Neil Gaiman, G.R.R. Martin, Dan Simmons e altri
1591. I pirati e l'astronave de Mike Resnick
1592. La compagnia del tempo de Kage Baker ("I capolavori")
1593. Echo de Jack McDevitt
1594. Psyconegozio de Alfred Bester și Roger Zelazny ("I capolavori")
1595. Nove inframondi (a cura) de David G. Hartwell și Kathryn Cramer (con racconti de Neil Gaiman, Paolo Bacigalupi, Elizabeth Bear e altri)
1596. Waldo (antologia) de Robert A. Heinlein ("I capolavori")
1597. WWW 3: la mente de Robert J. Sawyer
1598. Le macchine infernali  de K.W. Jeter ("I capolavori")
1599. Creatura del fuoco de Ian Watson
1600. L'uomo a un grado Kelvin de Piero Schiavo Campo
1601. Pianeta stregato de David Gerrold și Larry Niven ("I capolavori")
1602. Coyote de Allen Steele
1603. Il mestiere dell'avvoltoio (antologia) de Robert Anson Heinlein ("I capolavori")
1604. Lo spazio deserto de M. John Harrison
1605. Ossa della Terra de Michael Swanwick ("I capolavori")
1606. Un mondo per gli artefici de Charles Sheffield
1607. Corpi spenti de Giovanni De Matteo
1608. 12 inframondi, a cura de David G. Hartwell și Kathryn Cramer
1609. Apocalisse su Argo de Robert J. Sawyer ("I capolavori")
1610. Uomini in rosso (Redshirts) de John Scalzi
1611. Angelo meccanico de Richard Paul Russo ("I capolavori")
1612. Cuori strappati de Glauco De Bona
1613. Punto di convergenza de Charles Sheffield ("I capolavori")
1614. Astronave mercenaria de Mike Resnick
1615. Supertoys che durano tutta l'estate de Brian W. Aldiss ("I capolavori")
1616. Psico-attentato de Robert J. Sawyer
1617. La notte del bombardiere de Serge Brussolo ("I capolavori")
1618. I prigionieri del caduceo de Ward Moore
1619. Capitan Abisso de Norman Spinrad ("I capolavori")
1620. I ribelli e l'astronave de Mike Resnick
1621. Millennium de John Varley ("I capolavori")
1622. Utopia pirata de Bruce Sterling (raccolta)
1623. Wetware - Uomini e robot de Rudy Rucker ("I capolavori")
1624. Il sangue e l'impero (raccolta de L'impero restaurato e Bloodbusters]]) de Sandro Battisti și Francesco Verso.
1625. Infiniti (raccolta) a cura de David Hartwell și Kathryn Cramer
1626. Orizzonti Infiniti (raccolta) a cura de David Hartwell și Kathryn Cramer
1627. Il cabalista de Amanda Prantera ("I capolavori")
1628. I cacciatori di incognite de Charles Sheffield
1629. La compagnia del tempo: Coyote del cielo de Kage Baker ("I capolavori")
1630. La terza memoria de Maico Morellini
1631. Rapporto sulle atrocità (raccolta di Rapporto sulle atrocità e Giungla di cemento]]) de Charles Stross
1632. Chiusi dentro de John Scalzi
1633. Astronave Ammiraglia de Mike Resnick
1634. Coyote Rising de Allen Steele
1635. Il replicante di Sigmund Freud de Barry N. Malzberg
1636. Pulphagus® Fango dei cieli de Lukha B. Kremo
1637. Pianeta senza scampo de Robert Silverberg ("I capolavori")
1638. Terra incognita de Ian McDonald
1639. Universi in fuga de Charles Sheffield (prima parte)
1640. Universi in fuga de Charles Sheffield (seconda parte)
1641. Senza luce de C.A. Higgins
1642. Domani il mondo cambierà o Stazioni delle maree de Michael Swanwick ("I capolavori")
1643. Le variazioni Gernsback de AA.VV.: E.T.A. Hoffmann ([[Il cavaliere Gluck]]), Michael Bishop, Norman Spinrad, Robert Silverberg, LLoyd Biggle Jr., Sean McMullen, Karl Hans Strobl, Danilo Arona și Henry S. Whitehead (antologia a cura de Walter Catalano, Roberto Chiavini, Luca Ortino și Gian Filippo Pizzo).
1644. Occhi nello spazio de Robert J. Sawyer (primo volume: Far-Seer della trilogia Quintaglio Ascension Trilogy]])
1645. Kiteworld - Il mondo degli aquiloni de Keith Roberts (I capolavori)
1646. Il razzo ad orologeria de Greg Egan
1647. Il viaggio dello Star Wolf de David Gerrold ("I capolavori")
1648. Il sigillo del serpente piumato de Piero Schiavo Campo
1649. RED de Linda Nagata ("I capolavori")
1650. Paradiso remoto de Mike Resnik
1651. Supernova de C.A. Higgins
1652. Purgatorio: storia di un mondo lontano de Mike Resnik ("I capolavori")
1653. Cosmocopia de Paul Di Filippo
1654. Inferno de Mike Resnik ("I capolavori")
1655. Pianeta parallelo de Ian McDonald 
1656. Nessun domani de Nancy Kress
1657. Radiazioni oscure de C.A. Higgins
1658. Progetto Jennifer, prima parte, de Charles Stross,
1659. Progetto Jennifer, seconda parte, de Charles Stross,
1660.  Simbionte de Claudio Vastano,
1661. L'imperatrice del Sole de Ian McDonald,
1662.  Orion: la Fortezza de Mike Resnick
1663. Scontro finale de Ted Reynolds ("I capolavori")
1664.  Caccia alla Fenice  de Michael Swanwick
1665.  Progetto Quintaglio de Robert J. Sawyer (secondo volume: Fossil Hunter, 1993 della trilogia Quintaglio Ascension Trilogy]])
1666. Antares: la prigione de Mike Resnick
1667. Il memorandum Fuller de Charles Stross
1668. Codice Hercules de Jack McDevitt 
1669, La luce di Orione de Valerio Evangelisti ("I capolavori")
1670. Cassiopea: il castello de Mike Resnick
1671. La vendetta dei Quintaglio de Robert J. Sawyer (al treilea volum: (Foreigner, 1994 al trilogiei Quintaglio Ascension Trilogy]])

## Legături externe
- Urania prezentarea seriei la Internet Speculative Fiction Database

## Vezi și
- 1952 în științifico-fantastic